# سيكونس (لعبة)
سيكونس (بالإنجليزية: sequence)‏ هي لعبة لوحة ووبطاقات إستراتيجية. ابتكرها دوغ رويتر الذي قضى سنوات في تطويرها. وفي يونيو 1981 منحت شركة Jax Ltd رخصة حصرية لتصنيع وتوزيع اللعبة.

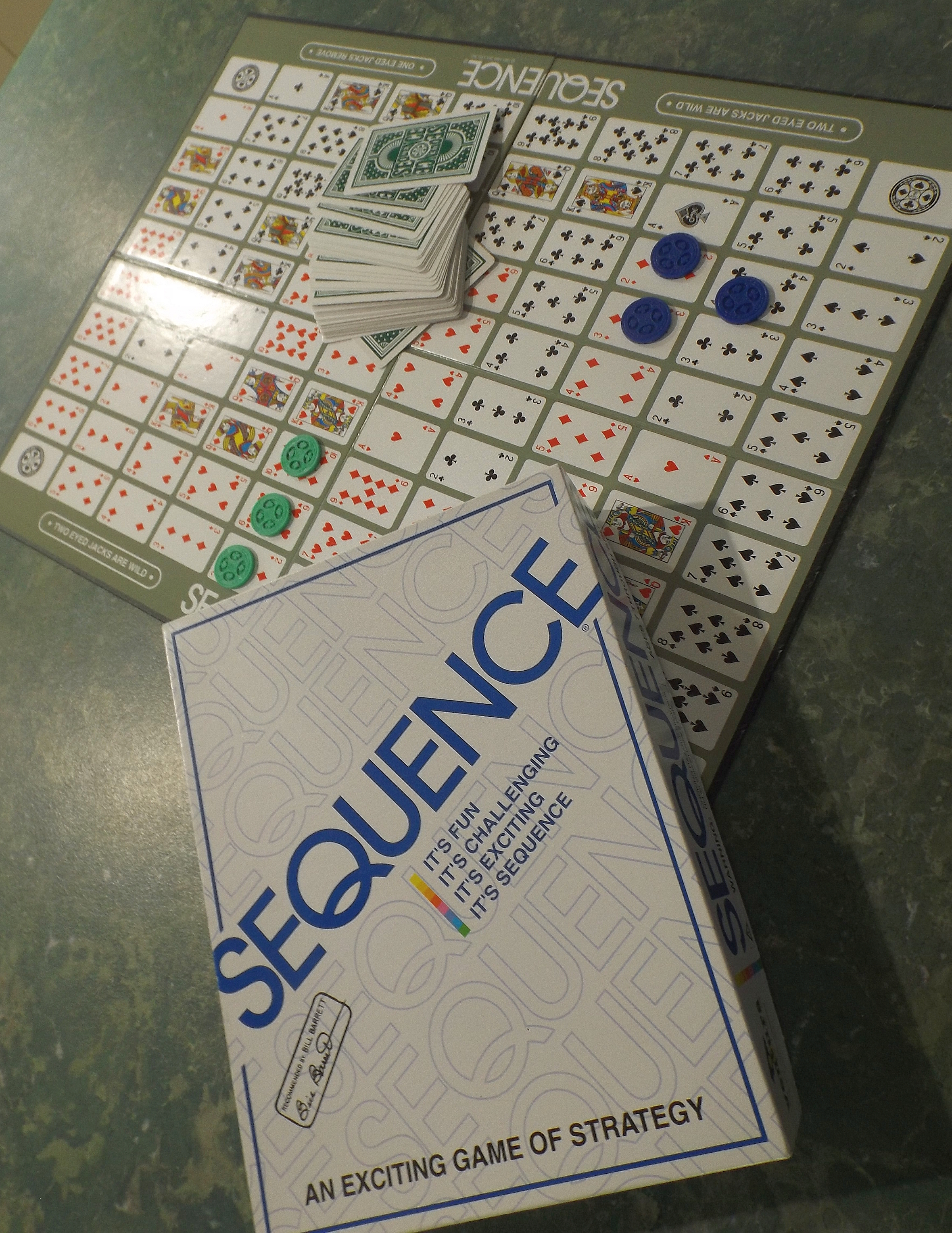
لوحة سيكونس

## الهدف
الهدف من اللعبة هو تشكيل صفوف من خمسة فيشات بوكر على اللوحة عن طريق وضع الرقائق على مساحات اللوحة المقابلة للبطاقات التي يتم لعبها من يد اللاعب.

## محتويات اللعبة
تحتوي اللعبة على لوحة اللعب وتعليمات و 135 فيش بوكر مقسمة إلى 50 أزرق، 50 أخضر، 35 أحمر بالإضافة إلى مجموعة البطاقات القياسية الكاملة.

## قواعد اللعبة
- يتم تشكيل خط مستقيم يكون من خمس قطع تكون بلون واحد حسب اختيار اللاعب، وذلك قبل بداية اللعب، على لوحة اللعبة.
- القاعدة الأولى في اللعب، سحب الكارت الأول ولنفترض أنه ظهر الرقم 7 نبحث عن الرقم في اللوح ونضع أحد الأحجار به، يتواجد مكانين بهما رقم سبعة وهذا لا يمثل عائق يمكن أن تضع الحجر على أي واحد منهم.
- القاعدة الثانية، تقوم بإلقاء الكارت الذي سحبته جانبا وهو الرقم 7، وتقوم بسحب كارت أخر قبل أن تترك دورك للطرف الأخر.
- القاعدة الثالثة أن يقوم خصمك بسحب ورقة، فلنفترض أنها 3 يبحث عن الرقم 3 في اللوح ويضعها عليه.
- في حالة قمت بتجميع الأحجار في الصف الأول تحتاج إلى 4 أحجار فقط ليصطفوا بشكل أفقي أو رأسي للفوز عكس الأماكن الأخرى تحتاج إلى 5 أحجار.
- الشكل الدائري المتواجد يمين ويسار الرقعة الخاصة باللوح لا يعد، نعد من المربع الذي يليه سواء أفقي أو رأسي.
- في حالة كان العد من المنتصف أفقي، تحتاج إلى 5 أحجار مصطفين بانتظام للفوز.